# 1956-os bajnokcsapatok Európa-kupája-döntő
Az 1955–1956-os bajnokcsapatok Európa-kupája (BEK) döntőjét 1956. június 13-án rendezték a párizsi Parc des Princes stadionban. Az összecsapást a Real Madrid nyerte, miután 4–3-ra legyőzte a francia Stade Reims együttesét.

## Mérkőzésadatok
| 1956. június 13. |

| Real Madrid                               | 4–3               | Stade Reims                        |
| ----------------------------------------- | ----------------- | ---------------------------------- |
| Di Stéfano 14' Rial 30' 79' Marquitos 67' | (2–2) Jegyzőkönyv | Leblond 6' Templin 10' Hidalgo 62' |

| Parc des Princes, Párizs Nézőszám: 38 239 Játékvezető: Ellis (angol) |

| Real Madrid | Stade de Reims |

| REAL MADRID:                                                   |    |                    |
|                                                                |    |                    |
| K                                                              | 1  | Juan Alonso        |
| V                                                              | 2  | Ángel Atienza      |
| V                                                              | 3  | Marquitos          |
| V                                                              | 4  | Rafael Lesmes      |
| V                                                              | 5  | Miguel Muñoz       |
| KP                                                             | 6  | José María Zárraga |
| KP                                                             | 7  | Joseíto            |
| KP                                                             | 8  | Ramón Marsal       |
| KP                                                             | 9  | Alfredo Di Stéfano |
| CS                                                             | 10 | Héctor Rial        |
| CS                                                             | 11 | Francisco Gento    |
| Vezetőedző:                                                    |    |                    |
| José Villalonga Llorente Partjelzők: J. Parkinson Tommy Cooper |    |                    |

| STADE DE REIMS: |    |                |
|                 |    |                |
| K               | 1  | René Jacquet   |
| V               | 2  | Simon Zimny    |
| V               | 3  | Robert Jonquet |
| V               | 4  | Raoul Giraudo  |
| V               | 5  | Michel Leblond |
| KP              | 6  | Robert Siatka  |
| KP              | 7  | Michel Hidalgo |
| KP              | 8  | Léon Glowacki  |
| KP              | 9  | Raymond Kopa   |
| CS              | 10 | René Bliard    |
| CS              | 11 | Jean Templin   |
| Vezetőedző:     |    |                |
| Albert Batteux  |    |                |

| Az 1955–56-os bajnokcsapatok Európa-kupájának győztese |
| Real Madrid 1. cím                                     |
|                                                        |
| Real Madrid 1956–57 ›                                  |

## Lásd még
- 1955–1956-os bajnokcsapatok Európa-kupája

## Külső hivatkozások
- Az 1955–56-os BEK-szezon mérkőzéseinek adatai az rsssf.com (angolul)
- Az 1956-os BEK-döntő részletes ismertetése (angolul)